# Belgio ai Giochi della XX Olimpiade
Il Belgio partecipò ai Giochi della XX Olimpiade che si sono svolti a Monaco di Baviera dal 26 agosto all'11 settembre 1972, con una delegazione di 88 atleti impegnati in 14 discipline per un totale di 51 competizioni.  Il portabandiera fu Gaston Roelants, alla sua quarta Olimpiade, già vincitore della medaglia d'oro Tokyo 1964 nei 3000 siepi. Il bottino della squadra fu di due medaglie d'argento, entrambe conquistate nell'atletica leggera.

## Medaglie
| Medaglia | Nome            | Sport            | Evento      |
| -------- | --------------- | ---------------- | ----------- |
| Argento  | Karel Lismont   | Atletica leggera | Maratona    |
| Argento  | Emiel Puttemans | Atletica leggera | 10000 metri |